# 김붕구
김붕구(金鵬九, 1922년 5월 8일~1991년 2월 1일)는 대한민국의 인문학자, 불문학자, 평론가이다. 본관은 청풍(淸風). 황해도 옹진군 출생이다. 호는 석담(石潭). 한국 불문학계의 태두로 불린다.

## 생애
황해도 옹진에서 태어나 일본 와세다대학교에서 공학과 정치 경제학을 전공, 졸업했다. 그 후 서울대학교에서 국문학과 불문학을 전공, 동대학원에서 문학박사 학위를 받았다. 1953∼87년까지 서울대학교 교수와 불어불문학회 회장 등을 역임하고 1991년 작고 시까지 서울대 명예교수로 재직했다. 학술원 회원, 대한민국 학술원 대상, 국민훈장 모란장을 받았다.
한국 불어불문학회 창설에 주도적 역할을 했다. 50년도에서 80년대까지 근 40여 년간 《앙드레 지드와 프랑스문학》, 《앙드레 말로》, 《증언으로서의 문학》 등 앙드레 지드, 앙드레 말로, 마르셀 프루스트, 장 폴 사르트르, 알베르 카뮈, 생텍쥐페리 등의 문학을 한국에 소개하면서 현대 문학의 특성을 밝히고 한국 현대 문학과 인문학의 방향을 제시하는 논문을 다수 발표하였다. 또한 프랑스 행동주의 문학과 실존주의를 소개하고 그 정당한 이해와 평가에 노력하였으며, 많은 수필도 발표하였다. 그의 날카로운 분석과 정곡을 찌르는 비평, 세련된 문체로 한국 문학계 최초의 현대적 비평의 진수를 보이며 한국 인문학과 현대 문학의 방향을 주도하면서 한국 사회에 이른바 ‘불문학 붐’을 일으킨 장본인이다. 그의 <작가와 사회>는 사회, 문학, 작가 그리고 참여의 문제를 다뤄 사회에 큰 반향을 일으켰다. 특히 한국 최초의 그의 보들레에르 연구와 평전은 국제적으로도 유명하며 현대문학과 시 연구의 필독서로 정평이 나있다.
지은 책으로 <불문학산고> (1958), <작가와 사회> (1959), <보들레에르 평전> (1977), <프랑스 문학사> (1979), <상징주의 문학론>, <한국인과 문학사상>, <현실과 문학의 비원> (1960) 등이 있고, 옮긴책으로 루소의 <고백>, 데카르트의 <방법서설>, 장 폴 사르트르의 <문학이란 무엇인가>, 카뮈의 <반항인>, 앙드레 지드의 <지상의 양식>, 스탕달의 <적과 흑>, 보들레르의 <악의 꽃>, 앙드레 말로의 <王城의 길> (1958), <인간의 조건>, 셍텍쥐베리의 <야간비행>, 쥘르나르의 <홍당무>, 세르방의 <미국의 도전> 등 다수가 있으며, 에세이집으로 <사랑과 만남의 기적>, <서울과 파리의 마로니에> 등이 있다. 정확한 번역과 수려한 문체로도 유명한 그의 번역서와 창작 에세이집은 한국문학 연구에서도 널리 회자되고 있다.

## 저서
1. 『불문학산고 : 현대의 증인들』, 신태양사, 1958
2. 『현실과 문학의 비원 : 새 불문학산고』, 동양출판사, 1960
3. 『사랑과 만남의 기적』, 과학사, 1976
4. 『보들레에르』, 문학과지성사, 1977
5. 『한국인과 문학사상』(공저), 일조각, 1962
6. 『작가와 사회』, 일조각, 1959
7. 『프랑스 문학사(새로운)』(공저), 일조각, 1979

## 역서
1. 말로, 『왕성의 길 2』, 신양사, 1958
2. 말로, 『인간조건』, 동아출판사, 1958
3. 뤼뻬, 『까뮈의 사상과 문학 1,2』, 신양사, 1958
4. 위고, 『사형인 최후의 날』, 양문사, 1960
5. 꾸르베, 『불란서 단편선』, 을유문화사, 1960
6. 까뮈, 『반항인』, 을유문화사, 1960
7. 사르트르, 『말』, 지문각, 1965
8. Roumegoux, Apprenons le français, 성문사, 1966
9. 망디아르그, 『오토바이』, 신구문화사, 1968
10. 세르방, 『미국의 도전』, 세대사, 1969
11. 플로베르, 『보바리부인』, 동화출판사, 1970
12. 프루스트, 『스완의 사랑』, 동화출판사, 1970
13. 까뮈, 『행복한 죽음』, 과학사, 1971
14. 장 폴 사르트르, 『문학이란 무엇인가(문학예술총서 1)』, 문예출판사, 1972
15. R.데카르트, 『방법서설(박영신서 9)』, 박영사, 1974
16. 보들레르, 『악의 꽃(세계시인선 001)』, 민음사, 1974
17. 그린, 『레비아땅 : 인간이라는 괴물』, 삼중당, 1976
18. 사르트르, 『파리떼』, 가정문고, 1977
19. 르나르, 『홍당무』, 삼중당, 1977
20. 가브리엘 마르셀, 『存在와 裨秘』, 微文出版社, 1978
21. 뿔레, 『현대 비평의 이론』, 홍성사, 1979
22. 스탕달, 『적과 흑(범우비평판세계문학선 22-1)』, 범우사, 1997
23. 앙드레 지드, 『지상의 양식』, 지식공작소, 2001

## 논문
1. 「Gide와 현대프랑스문학(上)」, 『文理大學報』, 서울대, 1954
2. 「Gide와 현대프랑스문학(下)」, 『文理大學報』, 서울대, 1955
3. 「新文學 初期의 近代的 自我-春園의 경우」, 『한국인과문학사상』, 일조각, 1963
4. 「Fontenelle과 대비해본 春園의 계몽사상」, 『불어불문학연구』, 1965
5. 「현대문학에 있어서 engagement과 participation사상」, 1970
6. 「Sartre의 人間觀」, 『문학과지성』, 일조각, 1971
7. 「Sartre의 對他觀」, 『불어불문학연구』, 1972
8. 「Saint-Exup ry의 人間觀」, 『知性(5,6월호)』, 1972
9. 「詩人의 原初的 自我와 騎士精神」, 『文學과知性』, 일조각, 1975
10. Les Fleurs du Mal : Le Cycle de la Beauté virile, Revue de Corée, UNESCO, 1978
11. 「「惡의 꽃」의 (男性美)篇에 관하여」, 『문학과지성(통권31호)』, 문학과지성사, 1978
12. Les Fleurs du Mal : Le Cycle de la Beauté féminine, Revue de corée, UNESCO, 1979
13. 「『惡의 꽃』의 (女性美)篇에 관하여」, 『문학과지성(여름호)』, 문학과지성사, 1979
14. 「앙드레말로 연구」, 『인문논총』, 서울대인문과학연구소, 1981
15. 「앙드레말로의 大回歸와 逆離說-전기연구」, 『불어불문학연구』, 한국불어불문학회, 1985
16. 「앙드레말로 연구-이탈.집착의 대응구조와 숙명의 예시」, 『인문논총』, 서울대인문과학연구소, 1985